# 코스타리카 국립극장

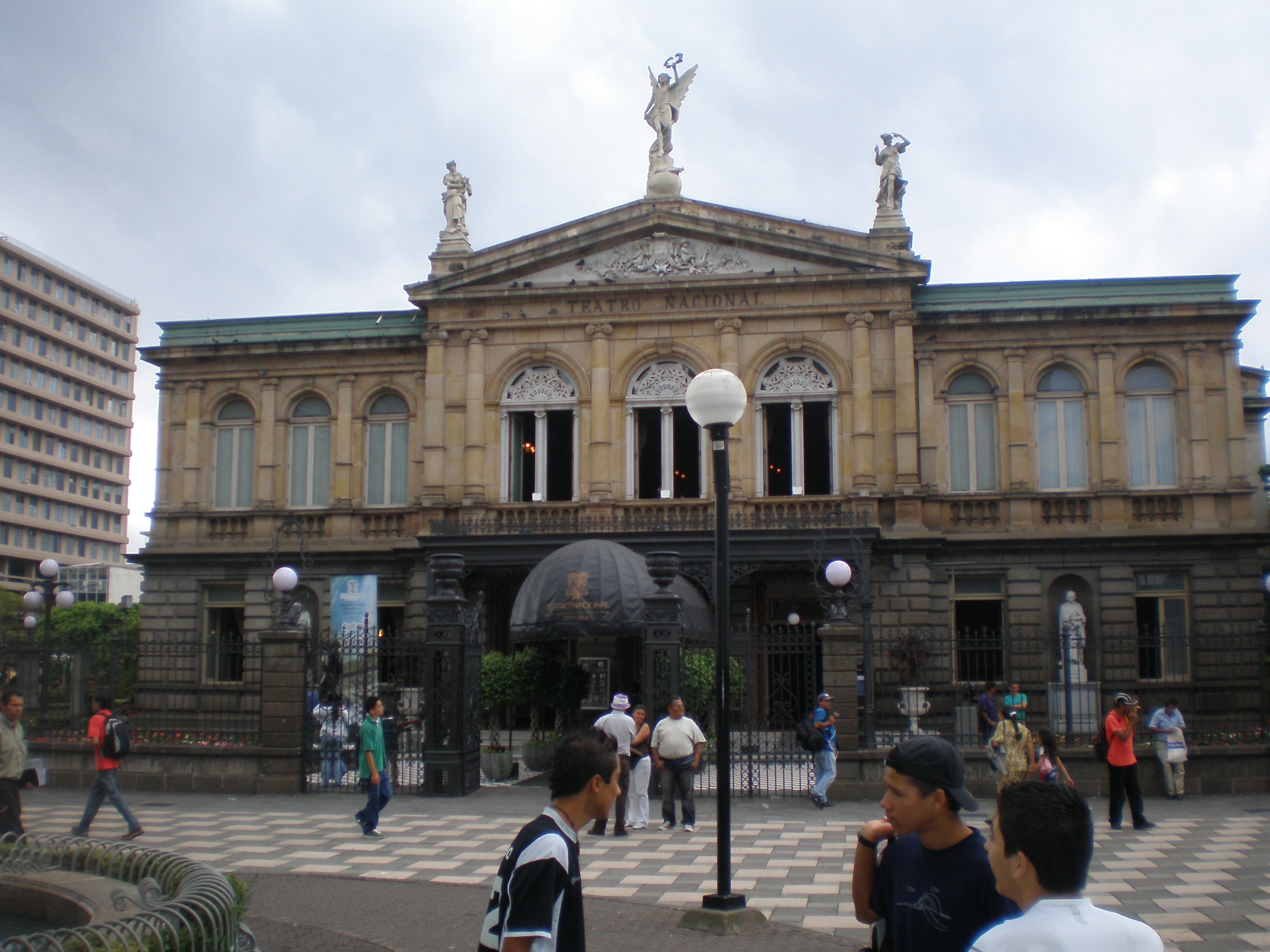
코스타리카 국립극장

코스타리카 국립극장(스페인어: Teatro Nacional de Costa Rica)은 코스타리카 산호세에 위치한 국립 극장이다.